# Narthecium
Genre
Classification APG IV (2016)
Narthecium est un genre de plantes herbacées de la famille des Liliaceae selon la classification classique de Cronquist (1981) ou des Nartheciaceae selon la classification phylogénétique  .

## Liste d'espèces
Selon ITIS (16 janvier 2019) :
- Narthecium americanum Ker-Gawl.
- Narthecium californicum Baker

Selon BioLib (16 janvier 2019) :
- Narthecium americanum Ker-Gawl.
- Narthecium asiaticum Maxim.
- Narthecium balansae Briq.
- Narthecium californicum Baker
- Narthecium ossifragum (L.) Huds.
- Narthecium reverchonii Čelak.
- Narthecium scardicum Košanin